# مجرد 2 فقط
مجرد 2 فقط هي رواية للكاتب والشاعر الفلسطيني إبراهيم نصر الله، صدرت لأول مرة عام 1992، عن دار الشروق للنشر والتوزيع في عمان، ثم أُعيد نشرها لاحقًا ضمن مشروع "الملهاة الفلسطينية" في طبعته الثالثة عام 2013، حيث اكتشف الكاتب أن المساحة التي تغطيها الرواية، لا سيما فيما يتعلق بالمذابح التي تعرض لها الفلسطينيون، لم تكن متوفرة بنفس الكثافة في أي من الروايات الأخرى التي تتناول مشروع نضال الفلسطينيين ضد الاحتلال، المذابح، الانتفاضات، والتشرد. من أبرز روايات المشروع الأخرى (زمن الخيول البيضاء، طفل الممحاة، قناديل ملك الجليل). كما تتميز الرواية بكونها مغامرة فنية فريدة بأكثر من 20 شخصية بلا أسماء، مما يحوّل الإنسان إلى كائن مجرد، ترجمت الرواية إلى ثلاث لغات الإنجليزية، الإيطالية، والألمانية.

## موضوع الرواية
تبدأ الرواية في الربع الأخير من القرن التاسع عشر وتمتد حتى عام النكبة، متتبعة الأحداث الكبرى لهذه الحقبة التاريخية المليئة بالتحولات والصراعات. تسلط الضوء على المواجهات الشرسة بين الفلاحين الفلسطينيين من جهة، وبين زعامات الريف والمدينة، الأتراك، والإنجليز، والمهاجرين اليهود، والقيادات العربية من جهة أخرى.
كما هو الحال في أعمال نصر الله، تمتزج في هذه الرواية، التي تنبض بالحياة صوتًا وصورة، عناصر الملحمة والحكاية الشعبية والشهادة الشفوية والأغنية، إلى جانب اللغة السينمائية. وسط هذا النسيج السردي الغني، تتجلى الحياة اليومية للفلسطينيين في القرى والمدن، لتشكل مشهدًا إنسانيًا زاخرًا بحكايات البطولة والحب، والموت والحياة، والخيانة والنقاء، والرحمة والقسوة.
تبرز ميثولوجيا الخيل كعنصر رئيسي يعكس أعمق زوايا أرواح الشخصيات والقيم الكبرى لمجتمع نابض بالحياة، يعبر عن نفسه من خلال طقوسه ورواياته وأغانيه. إنها قصة شعب حقيقي، من لحم ودم، عاش فوق أرضه، تاركًا خلفه تراثًا عريقًا وتفاصيل لا تحصى، عصية على النسيان، وهي رواية ملحمية شاهدة على أن الفلسطينيين كانوا هنا دائمًا، وُلدوا هنا، عاشوا هنا، ماتوا هنا، وما زالوا يعيشون.
تناقش الرواية المأساة الفلسطينية عبر تقنية سردية تعتمد على المشهد البانورامي الواسع الذي يعكس، النزوح، والاحتلال، وتدور أحداثها في أربعة أزمنة رئيسية:
- زمن الطفولة البعيد.
- زمن المذبحة.
- زمن السفر إلى دول الخليج العربي للعمل في الصحراء.
- زمن الدولة القمعية التي تدّعي الثورية لكنها تطحن البشر.

## الأسلوب الفني
تسلط الرواية الضوء على معاناة الفلسطينيين بأسلوب غير مباشر، حيث تتداخل الذكريات والمشاهد اليومية مع الكوارث السياسية والاجتماعية، وتستخدم تقنية بصرية سمعية حسية تجعل المشاهد المألوفة تبدو جديدة، مما يعمق من الكثافة الشعرية للسرد. يبتعد الكاتب عن المباشرة، وبدلًا من ذلك يزج القارئ في عملية التأويل وإنتاج الدلالة، مما يجعل من النص أداة لإنتاج المعرفة والحقيقة بطريقة إبداعية.

## نقد الرواية
حظيت "مجرد 2 فقط" باهتمام نقدي كبير وتمت ترجمتها إلى ثلاث لغات حتى الآن. كما تم تحويلها إلى عمل مسرحي في إيطاليا حيث لاقت نجاحًا كبيرًا. وصفتها منشورات الجامعة الأمريكية في القاهرة ونيويورك بأنها رواية عن "الحياة، الحب، الجنس، الموت، الطفولة، القمع، والمذابح"، وأُعيد إصدارها باللغة الإنجليزية تحت عنوان "داخل الليل".

## قيل عنها
يرى النقاد أن "مجرد 2 فقط" تتجاوز السرد الروائي التقليدي، حيث إنها تقدم تجربة قراءة غير مألوفة تجعل القارئ مشاركًا في إنتاج معاني النص. يعتبرها البعض امتدادًا للأدب الفلسطيني المقاوم الذي برز مع غسان كنفاني وإميل حبيبي، لكنها تتميز بأسلوبها الخاص الذي يعكس الحرية الداخلية في السرد، بعيدًا عن المباشرة والتقريرية.
يقول الكاتب فيصل دراج: "يعطي إبراهيم نصر الله نصا لا يتحدث عن الحرية بل يعيش الحرية في علاقته الفنية، ولعل الحرية الداخلية التي ينبني عليها نصه الروائي هي التي تجعل منه صورة لأدب الإنسان المقموع، وهو أدب جديد يرى الإنسان في صفاته كلها. لقد ذهب إبراهيم بنصـه إلى أقاليم جديدة، قوامها الإنسان المغترب والمأساة الفلسطينية المرفوعة إلى مقام مأساة إنسانية شاملة، ويمكن القول: لشكل كتابة إبراهيم نصر الله الروائية النموذج الأكثر بعدية وموهبة في تحديد وتطوير الكتابة الفلسطينية منذ محاولات غسان كنفاني في (رجـال في الشمس) ومأثرة إميل حبيبي في نصه الكبر والمسائل)".

## اقتباسات من الرواية
"أنا لا أقاتل كي أنتصر، بل كي لا يضيع حقي. لم يحدث أبدًا أن ظلت أمة منتصرة إلى الأبد. أنا أخاف شيئًا واحدًا: أن ننكسر إلى الأبد، لأن الذي ينكسر إلى الأبد لا يمكن أن ينهض ثانية. قل لهم احرصوا على ألا تُهزموا إلى الأبد."